# 新和グループ
新和グループ（しんわグループ）は北海道札幌市に本部を置く、パチンコ「プレイランドハッピー」の経営を主な事業内容とする企業。

## 概要
本部を北海道札幌市中央区北5条西6丁目札幌センタービル25階。札幌市内に14店舗、小樽市に2店舗、千歳市・苫小牧市・当別町・函館市にそれぞれ1店舗の、全20事業所を設置している。グループの構成会社は、株式会社新和、株式会社新和グローバル、株式会社新和ナレッジ、株式会社新和リーディング、株式会社オーエーピーである。代表取締役社長は新井修（2010年現在）。

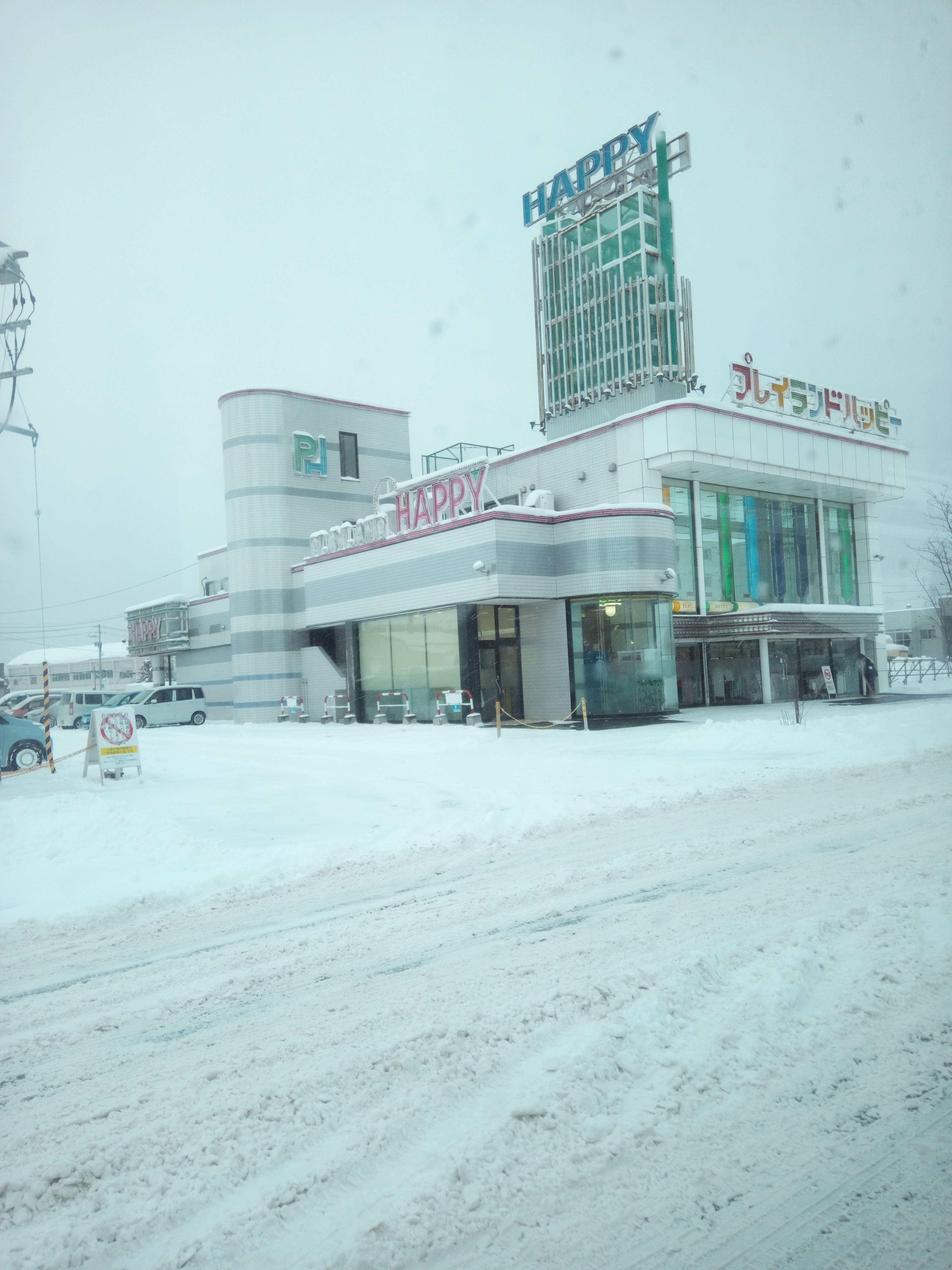
プレイランドハッピー当別店

## 沿革
- 1951年北海道千歳市において開業したパチンコ店「パチンコホール・ニューハッピー」が始まりである。
- 1953年に当別店を出店し拠点を北海道当別町に移転する。
- 1982年にグループとして設立するなど、数十年を経て札幌へ進出した。
- 1993年12月、構想から5年の歳月を経てプレイランドハッピー栄町店を開店。東京より北に位置するパチンコ店としては当時最大のものであった。
- 1996年に二十四軒店を出店。
- 2000年に白石店を出店。
- 2001年に東苗穂店、すすきの店、西宮の沢店と、3店舗同時出店を実施した。
- 2002年6月、栄町店の2階部に位置していた本部事務所を現在の中央区へと移転。同年12月に小樽市で築港店を出店。
- 2004年に新和グループ発祥の地となる千歳市において千歳駅前店、小樽市に小樽駅前店、札幌市に西町店を出店。
- 2005年に藻岩店を出店。
- 2006年に厚別店を出店。
- 2008年に手稲前田店、屯田四条店を出店
- 2009年に低玉貸の1円パチンコハッピーワンを西宮の沢店と西町店で開始。
- 2010年に麻生店、厚別通店、三光店の3店同時出店。
- 2012年12月27日、函館市に本通店を出店[1]。
- 2014年12月27日、南6条店を出店。

## 企業概要
人材育成のため、社内マネージメントスクール、「新和塾」と題した経営者学校、遊技台トレーニングや上申制度「目安箱」をバックヤードに設置するなどしている。また、「グッドカンパニー」を目指し「Only One」をテーマに、札幌圏での営業戦略を中心とする。

## 店舗
店舗の運営は株式会社新和が行っている。

### 札幌市内
- 南6条店 - 札幌市中央区南6条西10丁目1022番地1
- 麻生店 - 札幌市北区北36条
- 厚別通店 - 札幌市白石区川下4条1丁目1-2
- 屯田四条店 - 札幌市北区屯田4条
- 手稲前田店 - 札幌市手稲区前田4条
- 厚別店 - 札幌市厚別区厚別東5条
- 藻岩店 - 札幌市南区南36条
- 西町店 - 札幌市西区西町北
- 西宮の沢店 - 札幌市手稲区西宮の沢3条
- すすきの店 - 札幌市中央区南5条
- 東苗穂店 - 札幌市東区東苗穂4条
- 白石店 - 札幌市白石区本通9丁目北1-1
- 二十四軒店 - 札幌市西区二十四軒1条
- 栄町店 - 札幌市東区北42条
- 八軒店 - 札幌市西区八軒6条

### 小樽市内
- 小樽駅前店 - 小樽市稲穂3丁目5-3
- 築港店 - 小樽市築港11番8号

### その他の地域
- 三光店 - 苫小牧市三光町2丁目24-15
- 千歳駅前店 - 千歳市清水町6丁目27
- 当別店 - 石狩郡当別町弥生529-9
- 本通店 - 函館市本通4丁目

## 提供番組
- アメトーーク!（北海道テレビ・毎週木曜23時15分 - 深夜0時15分）
- 爆報! THE フライデー（北海道放送・毎週金曜19時 - 20時） - 前半部ローカルスポンサー

### 過去
- くりぃむナントカ（北海道テレビ・毎週月曜23時15分 - 深夜0時10分）
- 中居正広のミになる図書館 (北海道テレビ・毎週火曜23時15分 - 深夜0時15分)
- マツコ&有吉の怒り新党 (北海道テレビ・毎週水曜23時15分 - 深夜0時15分）